# 萨巴洛 (上比利牛斯省)
萨巴洛（法語：Sabalos）是法国上比利牛斯省的一个市镇，属于塔布区（Tarbes）普伊阿斯特吕克县（Pouyastruc）。该市镇总面积2.2平方公里，2009年时的人口为142人。

## 人口
萨巴洛人口变化图示